# Домик № 1 (Байконур)
Домик № 1 (также Домик космонавтов на Байконуре) — дом, в котором остановился первый космонавт Юрий Алексеевич Гагарин перед стартом космического корабля Восток-1. Является культовым местом для людей, связанных с космической деятельностью, и для туристов.
На домике установлена памятная мемориальная доска. В настоящее время — часть музея космонавтики на Байконуре.

## История
Около стартовой площадки были построены четыре маленьких трехкомнатных домика для «главных конструкторов». Изначально Домик № 1 предназначался либо председатель Госкомиссии, либо маршала Неделина, поэтому до Гагарина его называли «маршальским». В Домике № 2 Сергей Павлович Королёв поселился сам вместе с Василием Павловичем Мишиным и Борисом Евсеевичем Чертоком. Оба домика впоследствии удостоились мемориальных досок.
В домике № 1 провели ночь перед полетом Юрий Алексеевич Гагарин и его дублер Герман Степанович Титов. Сон был спокойным, космонавты встали в 5:30, были подвергнуты краткому медицинскому осмотру, облачились в скафандры и направились на автобусе на стартовую площадку.
Впоследствии в августе 1961 года при запуске Востока-2 Герман Титов лег на «гагаринскую» кровать, а на соседней спал дублер. Традиция не только стала общей для всех последующих Востоков, но и для экипажей космических кораблей серии Восход — на «гагаринской» кровати спал командир экипажа.
Примечательно, что в Домике № 1 Гагарин провел лишь несколько дней, в то время, как Домик № 2 стал практически родным для Сергея Королева, где он провел много лет.